# Occidryas belli
Occidryas belli är en fjärilsart som beskrevs av Gunder 1929. Occidryas belli ingår i släktet Occidryas och familjen praktfjärilar. Inga underarter finns listade i Catalogue of Life.